# La Conquête du pain (boulangerie)
La Conquête du Pain est une boulangerie bio autogérée ouverte en septembre 2010 à Montreuil (Seine-Saint-Denis).
Le 1er aout 2023, le tribunal de commerce de Bobigny prononce la liquidation judiciaire de la boulangerie après 13 années d'activités menées par plusieurs équipes successives.
La référence est explicite au livre du communiste libertaire Pierre Kropotkine, La Conquête du pain,,.

## Projet

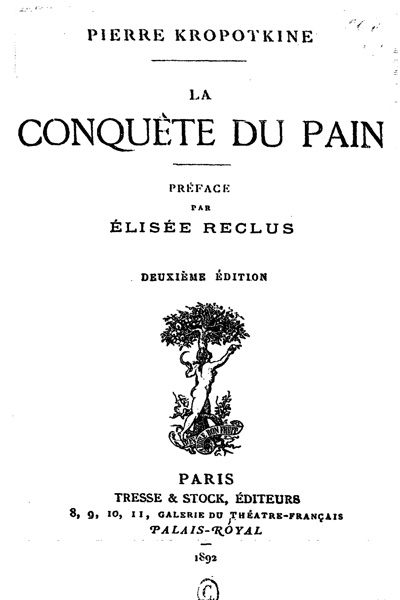
La Conquête du pain de Pierre Kropotkine, 1892.

Cofondée en avril 2010 par deux militants libertaires, Thomas du Réseau No Pasaran et Pierre de la Fédération anarchiste,, et de « deux non-militants qui avaient une vision plus entrepreneuriale », la coopérative emploie neuf salariés, plus deux apprentis. Le salaire horaire est le même pour tous (hors apprentis), de même que la répartition des bénéfices : « On fonctionne à l’égalité forfaitaire ce qui revient à une paye mensuelle de 1 500 € qu’on a dû baisser à 1 350 € par mois pour pouvoir embaucher une personne pour la livraison. Cela dit, on n’a pas les mêmes charges, ni forcément les mêmes horaires. Pour la production, certains viennent bosser à 3 h 30, d’autres à 8 h, d’autres viennent bosser le dimanche ».
Les fondateurs se réclamaient du communisme libertaire : « Communisme parce que nous voulons « mettre en commun », partager. Libertaire parce que nous refusons l’idéologie autoritaire et pensons que l’égalité sans la liberté n’est rien ».
Pas de chef, des salaires égaux excepté les apprentis et des décisions prises par tous en assemblée générale toutes les deux semaines. Les décisions capitales sont prises en assemblée générale de cooperateur (détenteurs de parts sociales). L'équipe de La conquête du pain met en pratique les principes autogestionnaires même si elle reconnait ses limites : « On essaie de mettre en place un principe de mandat impératif et de responsabilité individuelle [...] Chaque personne mandatée est responsable d’un secteur : production, vente, plan de nettoyage, etc. En règle générale, dans nos AG, il n’y a pas de place pour la théorie ». Le collectif ne mésestime pas les difficultés : « une production de qualité, mais qui ne soit pas destinée qu’à ceux qui ont les moyens ; l’égalité dans le travail, dans le pouvoir et dans l’argent, pas toujours facile à réaliser face aux différences de compétences et d’investissement ; la pénibilité du travail et le sexisme régnant dans l’artisanat boulanger. » Ils voient leur boulangerie comme une expérimentation au service de la transformation sociale : « L’autogestion est très théorisée dans les milieux libertaires, mais rarement mise en pratique. On voulait expérimenter un truc dont on parlait régulièrement, voir les problèmes posés par le système politique de remplacement [...] et s’en servir comme appui aux luttes ».
Concrètement, ils fournissent du pain à certains squats ou grévistes et disposent de caisses de soutien à des mouvements sociaux dans leur magasin. Chaque client peut demander le tarif social, par exemple une réduction de 25 % pour les baguettes, sans avoir à se justifier,. Ils redistribuent gratuitement les invendus chaque soir à 20 heures,,.
Seule expérience historique du même ordre à Paris : La Fraternelle, boulangerie coopérative née au début du XXe siècle qui ferme dans les années 1990.

### Pains

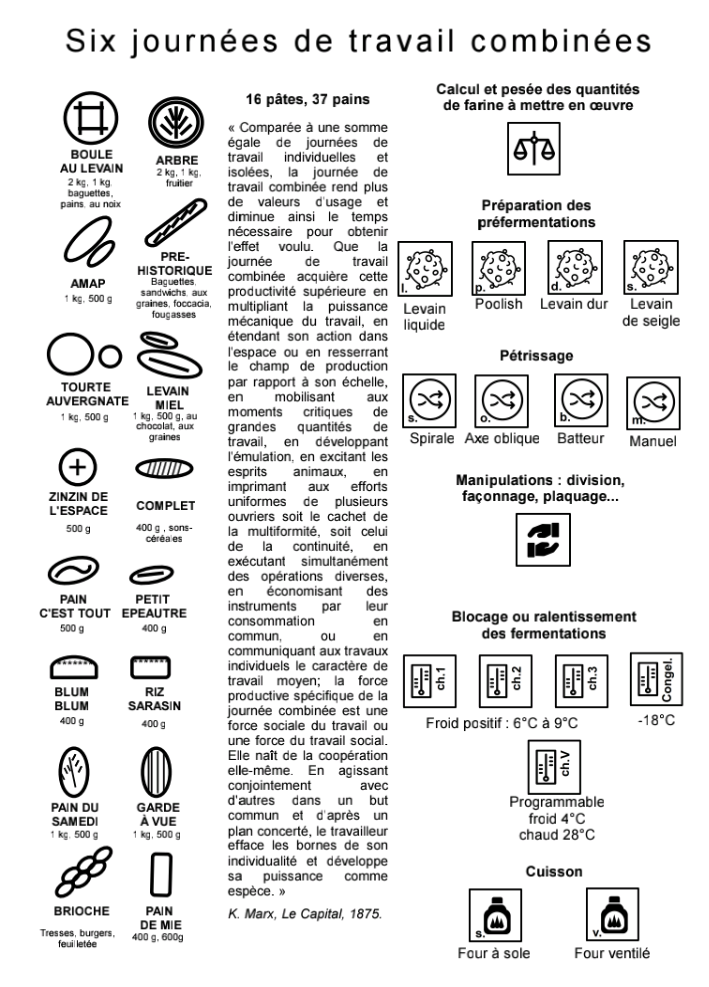

Le pain est issu de farine biologique provenant de Seine-et-Marne. Le pain est pétri en machine, et pas à la main, et le four électrique à basse consommation énergétique exclut le four à bois. En juin 2013, la boulangerie produit 2,5 tonnes de pain par semaine.
On y trouve deux sortes de baguettes : la Baobab et la Préhistorique, « encore plus tradition que la tradition, ce truc commercial inventé dans les années 1980 ». Plus de quinze sortes de pains, cinq sortes de viennoiseries et même un peu de pâtisserie sont proposés aux clients. Des sandwichs également, aux noms évocateurs, « Louise Michel » (chèvre, crème de poivron), « Marx » (jambon blanc, emmental) ou « Kropotkine » (crème de poivron, saucisson, roquette), sans oublier les menus « bolchevique » ou « communard »,,,.

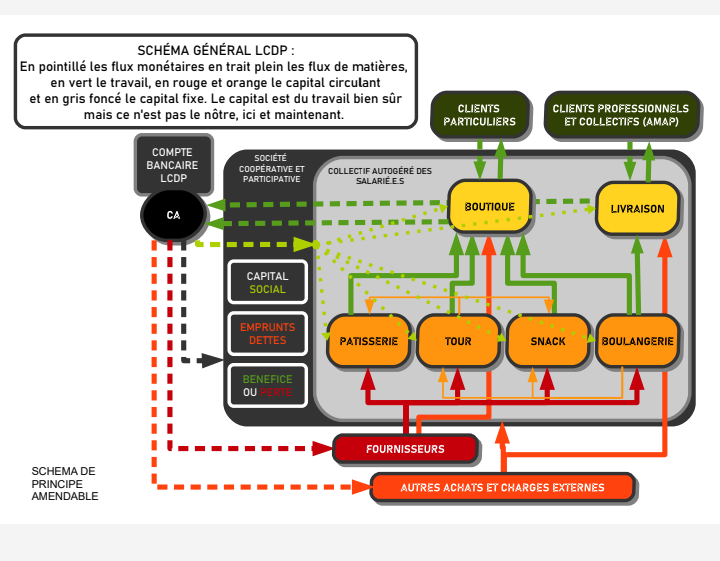

200 à 300 clients défilent chaque jour à la boulangerie qui fournit également certaines crèches du secteur, une dizaine de restaurants, une dizaine d'Associations pour le maintien d'une agriculture paysanne (AMAP) en Seine-Saint-Denis ou la cantine d'un lycée.

## Engagements politiques
La boulangerie est parmi les initiateurs de la Foire à l'autogestion, organisée du 22 au 24 juin 2012 pour les 30 ans du Lycée autogéré de Paris.
La boulangerie met en pratique le concept « une baguette en attente » : le client achète deux baguettes, la première étant pour lui et la seconde étant mise en attente dans une corbeille pour une personne qui ne peut pas payer,.
Une table de presse militante est accessible dans la boutique. Des portraits de Karl Marx, Michel Bakounine, Rosa Luxemburg et Angela Davis sont présents dans la boulangerie.

### Sources
- MT, Montreuil : une boulangerie anar où les mitrons sont tous patrons, BFM TV, 16 février 2013, texte intégral.
- Seine-Saint-Denis : c'est la seule boulangerie autogérée d'Île-de-France, Le Parisien, 30 décembre 2012, texte intégral.
- Paul Conge, Dans une boulangerie anarchiste : « Il y a toujours des enjeux de pouvoir », 21 juillet 2013, Rue89-Nouvelobs.com, texte intégral.
- EFE, Una panadería anarquista junto a París, El Tiempo (Colombie), 8 septembre 2013, texte intégral.
- Rached Cherif, Des « baguettes solidaires » dans une boulangerie de Montreuil, Le Courrier de l'Atlas, 25 décembre 2013, texte intégral.
- Mathieu Léonard, Envoie la ganache !, CQFD, no 112, juin 2013, texte intégral.
- Emmanuel Daniel, La boulangerie qui n’avait pas de patron, Tour de France des alternatives, texte intégral.
- Martine Lucas, A Montreuil, la boulangerie anarchiste fait du bon pain, Reporterre, 15 mai 2013, texte intégral.
- Lorraine Nicolas, La conquête du pain, Le Citron vert, Montreuil, 18 janvier 2013, texte intégral.
- Souscription pour La conquête du pain, Le Monde libertaire, no 1633, 28 avril 2011, texte intégral.
- Simon Lenormand, Montreuil : la révolution menée à la baguette, Le Periph en campagne, 30 janvier 2014, texte intégral.
- Aurélie Edet, « La Conquête du pain », sur autogestion.asso.fr, 12 décembre 2016.
- « La Conquête du Pain ne fermera pas ! », sur groupe.proudhon-fa, 4 janvier 2017.
- Ben, « « À la conquête du pain » : boulangerie anarchiste et révolutionnaire », sur Club de Mediapart, 20 décembre 2017.
- Atika Bakoura, Montreuil : « Je prends ma baguette même si je n’ai pas de sous », la boulangerie anarchiste fait un carton, 20 minutes, [lire en ligne].
- Virginie Fauroux, A Montreuil, une boulangerie révolutionnaire met en pratique le principe de la baguette "suspendue", TF1info, 15 mai 2017, [lire en ligne].

### Vidéos
- Yves Couant, Montreuil : la boulangerie communiste aux mitrons sans patron, BFM TV, 16 février 2013.
- Myriam Blanchard, La Conquête du Pain, janvier 2014, bande annonce.
- Cédric Dandeville, Un pain solidaire à Montreuil, TVM est parisien, 10 janvier 2014, voir en ligne.
- La conquête du pain, la panadería anarquista de París, 9 septembre 2013, Uno Noticias Internacional, voir en ligne.

### Radio
- Laurent Védrine, Jean-Philippe Navarre, Du pain sur la planche, France Culture, 16 octobre 2013, écouter en ligne.
- Martine Breson, L'unique boulangerie autogérée d’Île-de-France a le vent en poupe, France Bleu, 4 janvier 2013, écouter en ligne.
- Pascale Marcaggi, À la conquête du pain, Radio Ethic, 11 janvier 2012, écouter en ligne.